# Ацініпо
Ачініпо — колишнє містом, яке знаходилося приблизно в 20 кілометрах від Ронди в іспанській провінції Малага. Воно, як вважають, було засноване відставними солдатами римських легіонів більше 2000 років тому. Руїни, що залишилися, включають римський театр, який все ще використовується сьогодні. Іноді його називають Ronda la Vieja (Стара Ронда), незважаючи на те, що Ачініпо і Арунда (первісне поселення Ронди) співіснували протягом століть.

## Історія

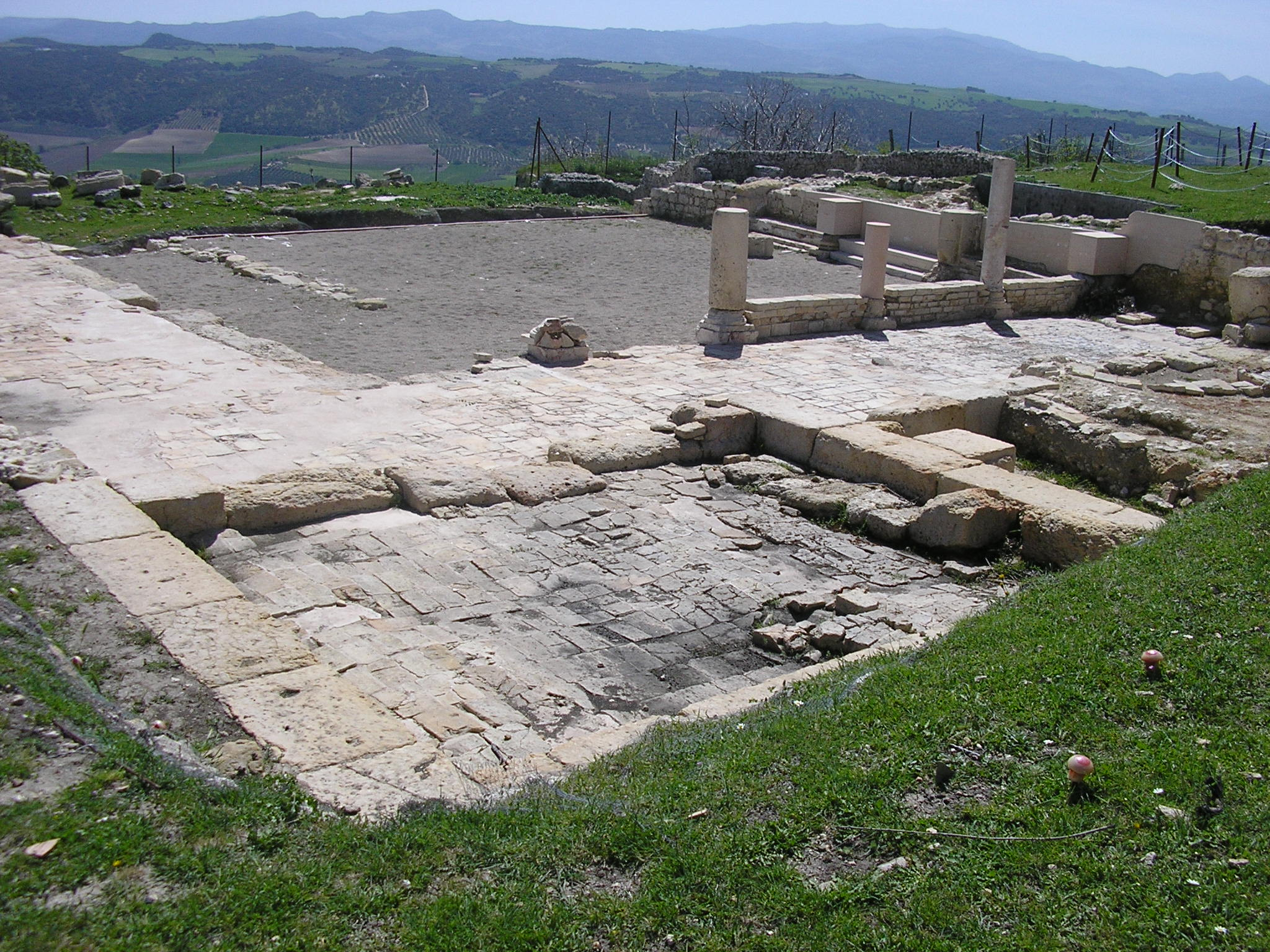
Римські ванни Ачініпо.

Деякі історики стверджують, що Ачініпо був створений після битви при Мунді (45 р. до н. е.), у війні між арміями Юлія Цезаря та армією двох синів Помпея , Гнея і Секста . Для Цезаря, Мунда мала бути тільки зачисткою після того, як основні сили Помпея зазнали поразки в Греції. Але Мунда не була зачисткою. Десятки тисяч римлян були вбиті з обох сторін, не було вирішальної перемоги армій Цезаря, а один із синів Помпея, Секст, втік, щоб одного дня битися як відомий повстанський пірат проти наступника Цезаря Августа .
Деякі іспанські історики стверджують, що Мунда — римська назва Ронди, де, можливо, відбулася битва при Мунді. За словами Плінія, битва при Мунді відбулася в Осуні, що знаходиться близько 50 р км на північ від Ронди в провінції Севілья . Але існує загальна згода, що Ачініпо був створений для відставних ветеранів легіонів Цезаря, тоді як Арунда (Ронда) буде окремим римським форпостом, можливо, створеним до конфлікту на Мунді для ветеранів легіонів Помпея.
Птолемей називає його містом кельтів в Іспанії Бетіка, розташованим на високій горі.